# Yara Sallam
Yara Sallam (en àrab: يارا رفعت سلّام) (El Caire, 24 de novembre del 1985) és una feminista egípcia, i defensora dels drets humans. Treballa com a advocada per a algunes organitzacions egípcies i internacionals de drets humans, així com per a la Comissió Africana de Drets Humans i dels Pobles.
El 21 de juny del 2014 la detingueren amb unes desenes de persones que marxaven al voltant del Palau Heliòpolis —seu de les oficines presidencials del Caire—, en una manifestació pacífica contra la llei egípcia que restringeix el dret a la protesta. Yara Sallam i altres vint-i-dues persones foren acusades de violar la llei que reglamenta les manifestacions públiques. La seua detenció esdevingué un símbol de la resistència a les severes restriccions a la dissidència imposades pel govern del president Abdelfatah Al-Sisi.
Amnistia Internacional qualificà el fet com "[…] un altre judici més basat en evidència escassa i dubtosa que pretén ser un advertiment clar per a qualsevol que desafie la llei de protesta d'Egipte. El cas proporciona la prova més recent de la determinació de les autoritats egípcies de sufocar la protesta pacífica i totes les formes de dissens."

## Biografia
Yara Sallam nasqué al districte d'Heliòpolis, el Caire, el 24 de novembre del 1985.
Sallam estudià dret en la Universitat del Caire i n'obtingué la llicenciatura el 2007. També va obtenir un mestratge en dret comercial per la Universitat de París I Panteó-Sorbona. Estudià als Estats Units i rebé un mestratge en Drets Humans per la Universitat de Notre Dame el 2010.
Treballà com a assistent legal en la Comissió Africana de Drets Humans i dels Pobles i com a investigadora en temes de llibertat de religió i creences en l'Egyptian Initiative for Personal Rights (Iniciativa Egípcia per als Drets Personals) i com a assistent de recerca en l'Institut de Recerca per al Desenvolupament, on se centrà en l'estudi dels drets de les dones egípcies.
Yara Sallam fou assessora d'un comité governamental format per a investigar els successos del 2013 i dirigí un projecte de documentació sobre les violacions als drets humans registrades a Egipte des del 1980, per tal de preservar la memòria dels fets que van conduir a l'aixecament popular del 2011.
El 2013 rebé el Premi «Defensora dels Drets Humans del Nord d'Àfrica».

## Detenció i juí
Cap a finals de novembre del 2013 s'aplicà a Egipte una llei promulgada per decret mitjançant la qual les autoritats tenen la potestat de prohibir qualsevol tipus de marxa, manifestació o reunió de persones. Aquesta norma reprimeix el dret de protesta i s'ha utilitzat per a justificar detencions arbitràries.
El 21 de juny del 2014, uns centenars de persones s'ajuntaren al Caire en commemoració del Dia Internacional de Solidaritat amb els Detinguts Egipcis, per tal de manifestar-se en contra de l'anomenada Llei de Protesta. Anaren cap al palau de les oficines presidencials, on les forces policials dispersaren els manifestants i van efectuar detencions.
Yara Sallam era prop del lloc, amb el seu cosí, i tots dos foren detinguts per persones vestides de civil que els van lliurar a agents policials. En l'interrogatori, Yara Sallam respongué preguntes sobre el seu treball en la Iniciativa Egípcia per als Drets Personals i sobre la gestió i les activitats de l'organització. La persona que acompanyava Yara Sallam fou alliberada sense càrrecs l'endemà; ella, però, fou condemnada a tres anys de presó, en una decisió que s'atribueix al seu activisme com a defensora dels drets humans. En una darrera sentència de desembre del 2014, la condemnaren a dos anys de presó i dos anys de vigilància policial, per haver-la trobat culpable dels delictes de "vulneració de la llei de protesta" en virtut de la "llei antiprotesta", "sabotatge a béns públics", "possessió de material inflamable" i "demostració de força per tal de terroritzar el públic".
La Comissió Internacional de Juristes manifestà que el juí havia violat els drets dels acusats a ser sotmesos a una audiència justa i pública segons el dret internacional, inclòs el Pacte Internacional de Drets Civils i Polítics, ratificat per Egipte al 1982.
Durant la seua reclusió, Yara Sallam continuà amb el seu treball en defensa dels drets humans. Al juliol del 2014 el Consell Nacional de Drets Humans (NCHR), dependent del govern d'Egipte, envià investigadors a la presó per a entrevistar les dones detingudes. Les activistes es negaren a reunir-se amb ells i, mitjançant Yara Sallam i Salwa Mehrez, els van informar que "si volien conéixer la realitat de la situació a la presó, haurien de reunir-se amb altres detinguts que estan en condicions molt pitjors i experimenten abusos majors".

## Alliberament
El 23 de setembre del 2015, un dia abans que el president egipci Abdelfatah Al-Sisi marxàs cap a Nova York per a assistir a l'Assemblea General de les Nacions Unides, s'anuncià un "perdó presidencial" per a cent joves condemnats després de judicis dubtosos. Molts alliberats estaven complint condemnes per causes aparentment polítiques o per violació de la "llei de protesta". El "perdó" també incloïa presoners la salut dels quals estava fortament deteriorada.
Poc després del seu alliberament, Yara Sallam assenyalà la necessitat d'anul·lar la controvertida "llei de protesta" per la qual eren a la presó ciutadans que no havien comés cap delicte segons les lleis egípcies, entre aquests periodistes que eren en les manifestacions fent el seu treball. Afirmà: "Centenars de persones compleixen penes de presó de molts anys a causa de la tendència cada vegada més punitiva d'enjudiciar persones políticament actives. Uns altres han estat en presó preventiva durant més d'un any sense saber-ne els càrrecs. Aquestes i moltes altres injustícies s'han de rectificar immediatament".